# Александр Казбегі
Олександр Михайлович Казбеґі (груз. ალექსანდრე ყაზბეგი; 1848 — 1893) — грузинський письменник, представник реалізму.

## Біографія
Народився в заможній дворянській сім'ї в історичній області Хеві, прилеглій до гори Казбек. Успадкувавши від батька велике господарство, полегшив життя своїх кріпаків, а потім навіть пішов у гори пастухом.
До дванадцяти років він виховувався під керівництвом гувернерів. Серед його виховательок були і селянки-грузинки, працю яких майбутній великий письменник оцінив дуже високо.
У 1860 р. 12-річного Олександра привезли в Тбілісі і віддали в приватний пансіон. У 1866 р. помер його батько, який виявився настільки розореним, що в будинку не виявилося грошей на його похорон. Колись багата сім'я стала відчувати гостру матеріальну потребу. За допомогою матері Олександру Казбегі все ж таки вдалося поїхати в Москву для продовження навчання. Вступивши вільним слухачем у сільськогосподарську академію, він вчився дуже старанно, з захопленням, читав багато книжок російською та французькою мовами. Юнак мріяв про той час, коли отримає вищу освіту і «увійде зі славою в ворота Грузії — Дарьял». Однак здійсненню цієї мрії перешкодило непосильне для студентської кишені марнотратство, яке А. Казбегі проявив у світських салонах Москви. Незабаром він переконався в тому, що одні тільки розваги не є ще повною свободою, а тим більше справжнім щастям. У 1870 р. Олександр Казбегі повернувся на батьківщину хворий від безладного життя.
З 1879 жив у Тифлісі, працював у газеті «Дроеба».
У своїх творах Казбегі описував життя горян, однією з його головних тем був конфлікт особистості і традиційних суспільних норм. Всі твори Казбегі написані в період з 1880 по 1886 роки.
Твори Казбегі надихали Йосипа Джугашвілі (Сталіна) — зокрема, його кличка Коба, за однією з версій, взята з опублікованої в 1882 р. повісті Казбегі «Батьковбивця».
Іменем Казбегі довгий час називався один з найбільших населених пунктів області Хеві, нині — Степанцмінда.